# Boggart
Les boggarts (ou bwcas, bogan, bogle, boggle) sont des créatures du folklore britannique. Ils y sont décrits comme des nains hideux, velus et malveillants. On raconte qu'ils hantent les landes et dévastent les chaumières sans raison, dans l'unique but de nuire.
Il existe une version plus nuancée, présentée par Jacques Ier d'Angleterre dans son traité de démonologie, publié à Londres en 1597. Il parle ainsi d'un « homme hirsute qui hante diverses maison sans y faire aucun mal, mais [se] comporte parfois comme s'il était nécessaire de mettre la maison sens dessus dessous. » Pour s'en débarrasser, on disait qu'il fallait soit appeler un exorciste, soit deviner son nom qu'il gardait secret.
Édouard Brasey prétend que le boggart serait dans l'imaginaire anglais le cousin dégénéré du brownie, un esprit servant britannique.
En effet, il existe des légendes où le boggart est décrit comme un esprit domestique attaché à une famille, mais à la différence de ses « cousins », il ne rend aucun service et joue des tours aux habitants, allant jusqu'à les voler.
Il peut suivre sa famille où qu'elle aille, dans le but de la harceler.
On suspendait parfois un fer à cheval devant les portes des maisons pour éloigner les boggarts.
Dans le folklore du nord-ouest de l'Angleterre, les boggarts vivent sous les ponts, et cela porte malheur de ne pas les saluer si on les croise.

## Des exemples de Boggarts
- De nombreuses cartes appartenant à une des éditions (Lorwyn) d'un jeu mettant en scène des créatures mythologiques, Magic : L'Assemblée, édité par Wizards of the Coast et conçu par Richard Garfield, sont à l'effigie de boggarts. Ils y représentent une nouvelle version du gobelin présent depuis la première édition du jeu.
- Édouard Brasey rapporte le cas d'une fille de ferme avait réussi à prendre à son service un boggart pour filer de la laine. Celui-ci refusait obstinément de lui donner son nom. Dévorée par la curiosité, elle vint l'épier la nuit, et apprit en l'écoutant parler tout seul qu'il se nommait « Gwawyn-A-Throt ». Hilare, elle sortit de l'ombre et prononça son nom à haute voix. Furieux, le boggart s'enfuit dans la nuit, pour ne plus revenir.
- Bogart est un nom de famille, dont le plus célèbre possesseur est l'acteur Humphrey Bogart.
- Au Chili, un jeune journaliste de l'Université de Santiago, Fernando Olmos Galleguillos, utilise le pseudonyme « boggart » pour signer ses articles.
- À Manchester, il existe un parc municipal appelé Boggart Hole Clough, bordé des quartiers de Moston et de Blackley. Clough est un mot d'un dialecte du nord de l'Angleterre, utilisé pour désigner une vallée boisée et abrupte. Une grande partie du Boggart Hole Clough est composé de ce genre de vallées qui seraient selon la légende peuplées par des boggarts. On attribue à ces boggarts de nombreuses disparitions inexpliquées survenues dans la région, en particulier au début du XIXe siècle.

### L'agriculteur et le boggart
Dans un vieux conte du village de Mumby dans le Lincolnshire, le boggart est décrit comme velu et malodorant. L'histoire raconte qu'un agriculteur avait acheté un lopin de terre habité par un boggart. Lorsque l'agriculteur tenta de cultiver le domaine du boggart, celui-ci se fâcha, et après de nombreuses discussions, ils décidèrent de travailler la terre en même temps et de partager les richesses. Cependant, l'agriculteur était gourmand. Il commença à réfléchir à une manière de tromper le boggart. Lorsqu'ils débattaient quoi planter, il lui demanda : « Quelle moitié de la récolte souhaitez-vous, la partie inférieure ou la partie supérieure au sol ? ». Le boggart réfléchit pendant un certain temps avant de répondre « La partie inférieure du sol ». L'agriculteur sema donc de l'orge dans le domaine. Au moment de la récolte, l'agriculteur prit une grande pile d'orge, alors que la récompense que le boggart recevait en échange de son travail se résumait à un peu de chaume. Il entra dans une rage folle et hurla que la prochaine fois, il faudrait qu'il prenne ce qui poussait au-dessus du sol. La fois suivante, l'agriculteur sema des pommes de terre. Au moment de la récolte, il rit en regardant son énorme tas de pommes de terre tandis que le boggart ne recevait rien. Frémissant de rage, le boggart partit, et ne revint jamais.

### Culture populaire
- Dans la saga Harry Potter, les boggarts (ou dans la version française les épouvantards) se cachent dans les placards pour montrer à celui qui ouvre la porte ce qui le terrifie le plus.
- Sur Puck, une lune d'Uranus, il existe un cratère nommé « Bogle, » par respect pour le système de nomenclature sur ce satellite, dont les caractéristiques sont désignés par le nom de tous les esprits malicieux.
- Dans la saga d'Angie Sage, Magyk, les boggarts sont des créatures amicales qui habitent les marais.
- Dans Les Chroniques de Spiderwick, lorsque les Brownies sont en colère, ils se transforment en boggarts. Ce type de transformation a également lieu dans les livres pour enfants de Tasha Tudor, quand les brownies sont négligés.
- Dans le jeu vidéo Kingdom of Amalur: Reckoning, les boggarts sont des petites créatures des forêts constitués de plusieurs morceaux d'écorce tenant entre eux par magie.
- Les boggarts sont des créatures maléfiques dans l'univers du Monde de Narnia de C. S. Lewis.
- Dans les The Wardstone Chronicles de Joseph Delaney, les boggarts sont des créatures potentiellement dangereuses qui peuvent néanmoins se rendre utile.

## Buggane
De nombreux folkloristes affirment que le mythe du Boggart et celui de la Buggane, une créature maléfique décrite exclusivement sur l'Île de Man, dotée d'ongles et de dents extrêmement longs, ont des origines communes.

## Sources
- Encyclopédie du Merveilleux, Tome I : Des peuples de la Lumière par Édouard Brasey (2005)